# Municipio de Asunción Ixtaltepec
El Municipio de Asunción Ixtaltepec es uno de los 570 municipios en que se encuentra dividido el estado mexicano de Oaxaca, localizado en la zona del Istmo de Tehuantepec. Su cabecera es el pueblo de Asunción Ixtaltepec.

## Geografía
Asunción Ixtaltepec se encuentra en la Región Istmo del estado de Oaxaca y en el Distrito de Juchitán, tiene una extensión territorial total de 661.079 kilómetros cuadrados. Sus coordenadas geográficas extremas son 16° 26' - 16° 52' de latitud norte y 94° 48' - 95° 13' de longitud oeste; la altitud va de los 0 a los 800 metros sobre el nivel del mar.
Limita al norte con el municipio de El Barrio de la Soledad y con el municipio de Santa María Chimalapa, al sur con el municipio de San Pedro Comitancillo, el municipio de El Espinal y el municipio de Juchitán de Zaragoza, al oeste con el municipio de Ciudad Ixtepec y al este con el municipio de San Miguel Chimalapa. Tiene una extensión territorial de 547.33 kilómetros cuadrados y una altitud promedio de 30 metros sobre el nivel del mar.

### Orografía e hidrografía
El territorio es mayormente plano, debido a su cercanía con la costa, localizándose de esta manera en la Llanura Costera del Pacífico, la zona en que se encuentra debido a su baja altitud permite la creación de grandes esteros en sus costas, así como fuertes vientos; hacia el norte del municipio el territorio comienza a elevarse en las estribaciones de la Sierra de los Chimalapas.
La principal corriente del municipio es el río de los Perros que cruza por su extremo sur pasando por las afueras de la cabecera municipal, existen además numerosos arroyos que descienden desde las elevaciones del norte de territorio hacia este mismo río; la gran mayoría del territorio de Asunción Ixtaltepec pertenece a la Cuenca de la Laguna Superior e Inferior de la Región hidrológica Tehuantepec, mientras que su extremo norte forma parte de la Cuenca del río Coatzacoalcos de la Región hidrológica Coatzacoalcos.

### Clima y ecosistemas
Todo el territorio municipal registra un clima clasificado como Cálido subhúmedo con lluvias en verano, la temperatura media anual se registra en dos zonas diferenciadas, el centro y sur del municipio tiene un promedio anual superior a los 26 °C, mientras que el norte registra entre 22 y 24 °C; la precipitación promedio anual sigue el mismo patrón que la temperatura, siendo en el centro y sur del municipio de 800 a 1,000 mm y en el norte de 1,000 a 1,500 mm.
La vegetación es variada, en el sur se encuentra extensiones de territorio dedicadas a la agricultura, principalmente de teporaral, aunque también existen zonas de riego, en la zona media del municipio se encuentran pastizales, mientras que en el norte de localiza selva baja; las principales especies vegetales que se encuentran son árboles como gulavere, guanacaste, mezquite, tepehuaje y pochote; la vida animal se encuentra representada por especies pequeñas, como son el conejo y aves con el cenzontle, chachalaca, codorniz y paloma.

## Demografía
Los resultados del Censo de Población y Vivienda de 2020 realizado por el Instituto Nacional de Estadística y Geografía, dieron como resultado que la población total del municipio de Asunción Ixtaltepec es de 15 261 personas, siendo éstas 7 550 hombres y 7 711 mujeres.

### Grupos étnicos
En Asunción Ixtaltepec existen un total de 6,583 habitantes mayores de 5 años de edad que son hablantes de alguna lengua indígena, siendo 3,300 varones y 3,283 mujeres; de ellos 6,389 son bilingües al español, mientras que 175 hablan únicamente su lengua materna y 39 no especifican bilingüismo o monolingüismo. La lengua indígena más hablada es el zapoteco, con un total de 5,727 hablantes, en segundo lugar se localiza el zoque con 766 hablantes y en tercer lugar el mixe con 39 hablantes; existen además hablantes de lenguas mixtecas, chinantecas, de maya, tzeltal y huave.

### Localidades
En el municipio de Asunción Ixtaltepec se localizan 34 localidades, las principales y su población en 2005 se enlistan a continuación:
| Localidad               | Población (2010) |
| ----------------------- | ---------------- |
| Asunción Ixtaltepec     | 7 616            |
| Lázaro Cárdenas         | 1 323            |
| Santiago Ixtaltepec     | 1 089            |
| Aguas Calientes la Mata | 870              |
| Chivixhuyo              | 853              |
| Chivela                 | 574              |
| Total municipio         | 14 438           |

## Política
Como en todos los municipios de México, el gobierno le corresponde al ayuntamiento, que está conformado por el Presidente Municipal, un síndico y un cabíldo que está integrado por once regidores, ocho electos por mayoría relativa y tres por el principio de representación proporcional. El ayuntamiento es electo por sufragio popular, directo y secreto mediante el sistema de partido políticos, siendo uno de los 146 municipios oaxaqueños en seguir este sistema, mientras que los restantes 424 lo hacen mediante usos y costumbres. El ayuntamiento es electo para un periodo de tres años no renovables para el periodo inmediato, pero si de forma no continua, su periodo constitucional comienza el día 1 de enero del año siguiente a su elección.

### Representación legislativa
Para la elección de diputados locales al Congreso de Oaxaca y de diputados federales a la Cámara de Diputados federal, Asunción Ixtaltepec se encuentra integrado en los siguientes distritos electorales:
Local:
- XXIII Distrito Electoral Local de Oaxaca con cabecera en Juchitán de Zaragoza.

Federal:
- Distrito electoral federal 7 de Oaxaca con cabecera en Ciudad Ixtepec.[13]

### Presidentes municipales
| Nombre                    | Período     | Partido |
| ------------------------- | ----------- | ------- |
| Adelina Rasgado Escobar   | 1999 - 2001 |         |
| Jaime García Toledo       | 2002 - 2004 |         |
| Israel Mendoza Enríquez   | 2005 - 2007 |         |
| Carol Antonio Altamirano  | 2008 - 2010 |         |
| Antonio Jiménez Gutiérrez | 2011 - 2013 |         |
| Ruben Antonio Altamirano  | 2014 - 2016 |         |
| Óscar Toral Ríos          | 2017 - 2018 |         |
| Óscar Toral Ríos          | 2019 - 2021 |         |
| Yuridia Toledo Piñon      | 2022 - 2024 |         |
| Oswaldo Chiñas Cruz       | 2025 - 2027 |         |

## Personajes ilustres
- Jesús Rasgado, músico y compositor.
- Adolfo Guzmán Arenas, académico e investigador.
- Natalia Cruz, cantante.